# قطعنامه ۵۱۶ شورای امنیت
قطعنامه ۵۱۶ شورای امنیت سازمان ملل متحد که در تاریخ ۰۱ اوت ۱۹۸۲ تصویب شد، سندی بین‌المللی دربارهٔ اسرائیل-لبنان است. این قطعنامه طی نشست ۲۳۸۶ام با ۱۵ موافق، ۰ مخالف و ۰ ممتنع تصویب شد.